# Kanton Portes-lès-Valence
Portes-lès-Valence is een voormalig kanton van het Franse departement Drôme. Het kanton maakte deel uit van het arrondissement Valence. Het werd opgeheven bij decreet van 20 februari 2014 met uitwerking op 22 maart 2015.

## Gemeenten
Het kanton Portes-lès-Valence omvatte de volgende gemeenten:
- Beaumont-lès-Valence
- Beauvallon (Drôme)
- Étoile-sur-Rhône
- Montéléger
- Portes-lès-Valence (hoofdplaats)